# Saint-Christophe (Creuse)
Saint-Christophe is een gemeente in het Franse departement Creuse (regio Nouvelle-Aquitaine) en telt 124 inwoners (2005). De plaats maakt deel uit van het arrondissement Guéret.

## Geografie
De oppervlakte van Saint-Christophe bedraagt 7,8 km², de bevolkingsdichtheid is 15,9 inwoners per km².

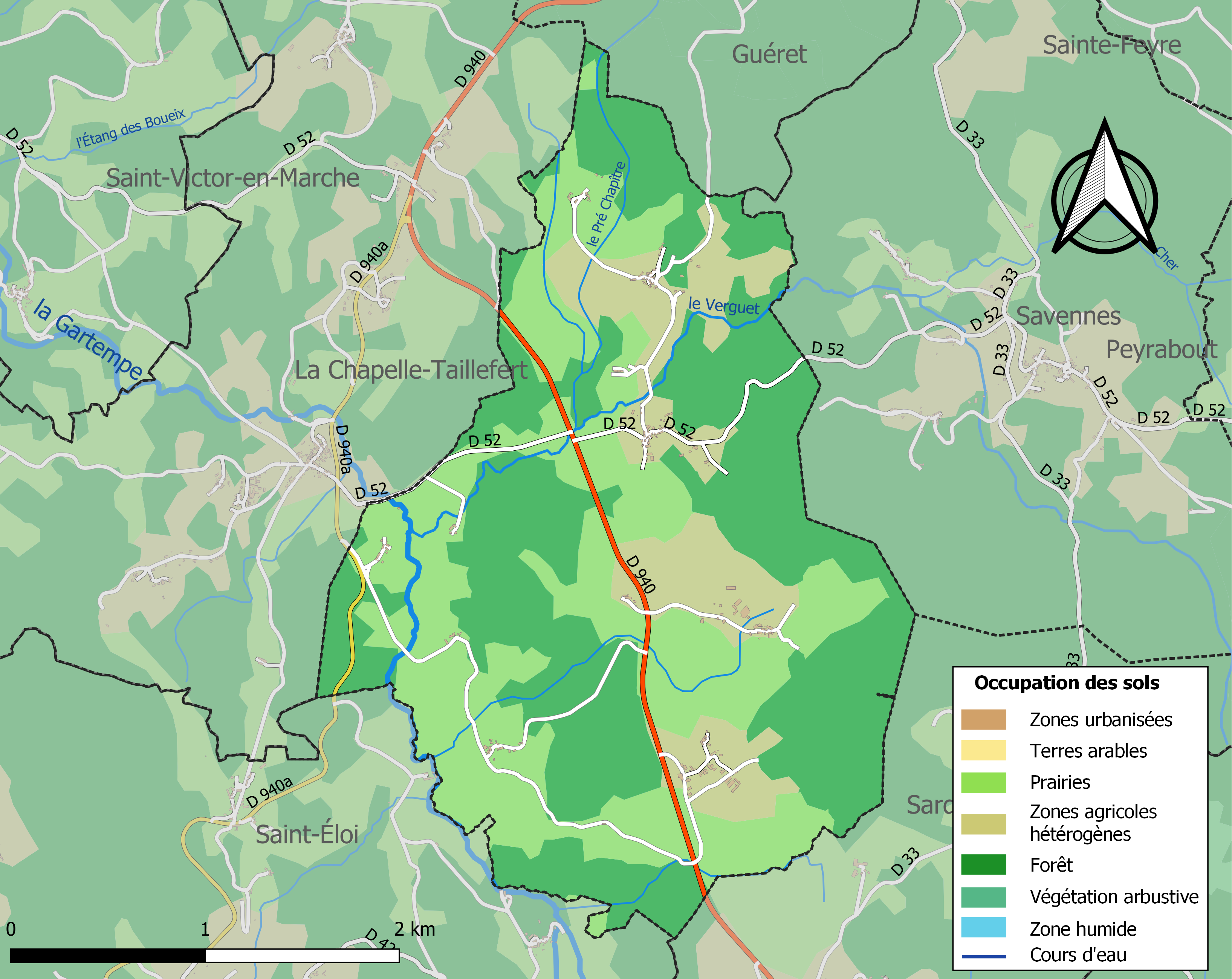
Kaart van de gemeente met de belangrijkste infrastructuur, bodemgebruik en omliggende gemeenten

## Demografie
Onderstaande figuur toont het verloop van het inwonertal (bron: INSEE-tellingen).